# Folke Petri
Folke Adolf Petri, född 18 maj 1911 i Göteborgs Vasa församling i Göteborgs och Bohus län, död 15 september 1986 i Kalmar församling i Kalmar län, var en svensk ingenjör, ämbetsman och företagsledare.

## Biografi
Petri avlade studentexamen 1930, varefter han avlade ingenjörsexamen vid Chalmers tekniska högskola 1934. Han gick elevkurs vid Asea 1936 och var anställd där 1936–1939. Han arbetade vid Trollhätte kraftverk 1939–1943. Åren 1942–1961 tjänstgjorde han vid Vattenfallsstyrelsen (senare Statens vattenfallsverk): som byråingenjör 1942–1947, som driftdirektör och chef för Riksdriftbyrån 1947–1958 och som överdirektör och souschef 1958–1961. Petri var verkställande direktör för Ångpanneföreningen 1961–1976 och dess styrelseordförande 1976–1979.
Folke Petri invaldes som ledamot av Kungliga Ingenjörsvetenskapsakademien 1960 och som ledamot av Kungliga Krigsvetenskapsakademien 1965. Petri var vidare ordförande i Centralkommittén för internationella ingenjörskongressen, ledamot av 1958 års oljeskifferutredning, ledamot av Stamlinjenämnden, expert i Delegationen för atomenergifrågor, vice ordförande i Fera, ledamot av styrelserna för bland andra AB Hjalmar Petri, Tekniska röntgencentralen AB, Vätterns regleringsföretag och AB Svensk torvförädling samt ordförande i Transportnämnden 1961–1978, ordförande i Projection KB sedan 1969 och ordförande i Svenska metanolutvecklingsaktiebolaget 1975–1978.
Folke Petri var son till bankdirektör Ton Petri och Adolfina (Ada) Holmdahl. Han gifte sig 1939 med Gerd Carlsson (1916–2000). Makarna Petri är gravsatta på Södra kyrkogården i Kalmar.

### Utmärkelser
- Riddare av Nordstjärneorden, 1949.[6]